# Ludwig Prandtl

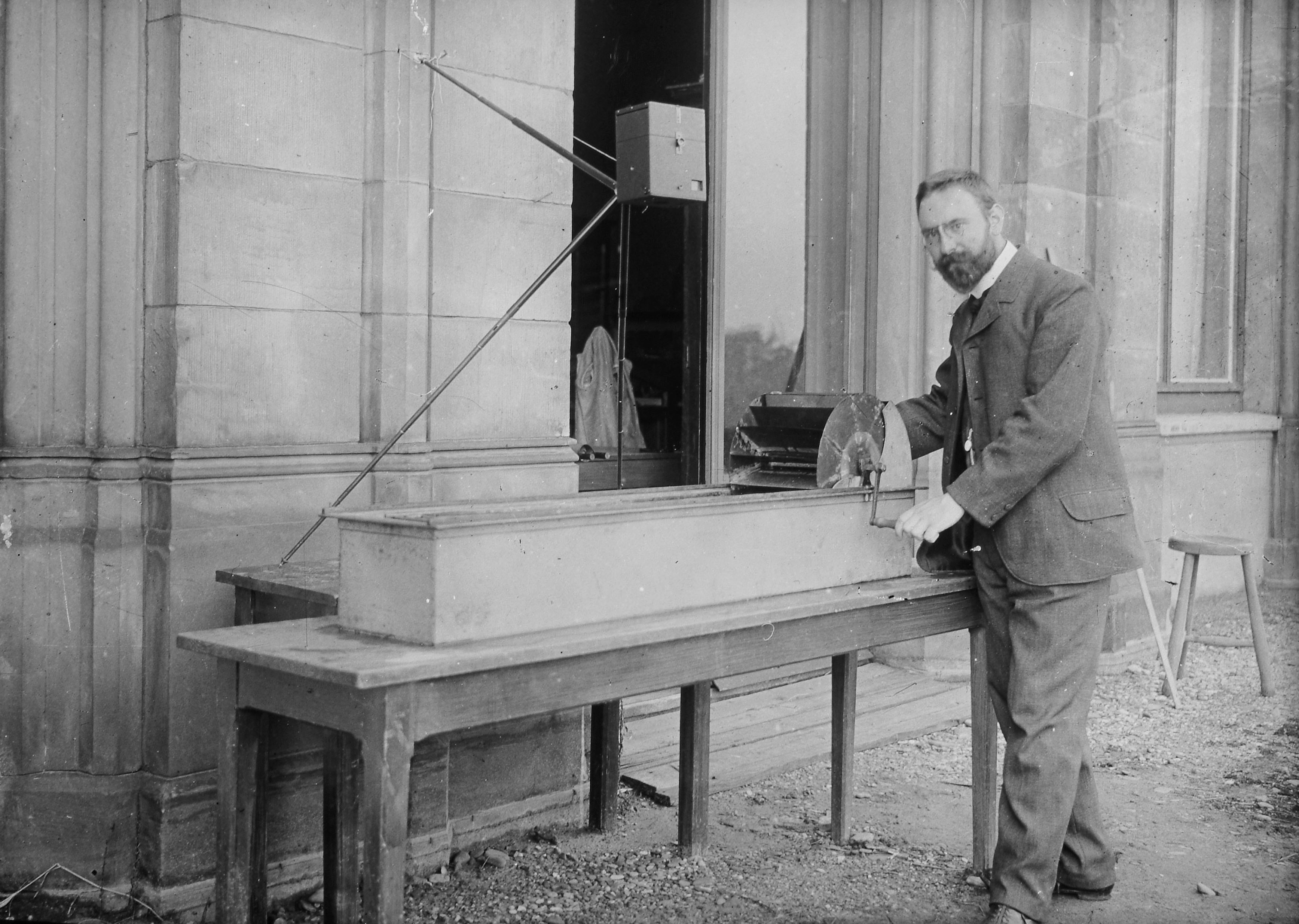
1904 : Ludwig Prandtl montrant un bassin d'essai, le canal de Prandtl, permettant la visualisation de l'évolution des écoulements.

Ludwig Prandtl (né le 4 février 1875 à Freising et mort le 15 août 1953 à Göttingen) est un ingénieur et physicien allemand. Il a apporté d'importantes contributions à la mécanique des fluides (où il dégagea notamment la théorie de la couche limite) et à la théorie de la résistance des solides.

## Biographie
Prandtl effectua ses études à l’université technique de Munich. Ayant obtenu sa licence, il devint l'assistant (puis plus tard même le gendre) d'August Föppl, célèbre professeur de génie mécanique. Il obtint le diplôme d'ingénieur de l'université Louis-et-Maximilien de Munich avec un mémoire sur « Le flambement, un exemple d'équilibre instable » (14 novembre 1899). L'année suivante, la même université lui attribua le titre de docteur ès sciences. Il travailla alors aux usines MAN sur le développement de chaînes de montage. C'est en travaillant sur un dépoussiéreur à aspiration qu'il s’appliqua pour la première fois à la mécanique des fluides.
Se penchant sur le problème de la torsion des poutres à section massive, il découvrit l'« analogie de la membrane », qui relie la distribution de la contrainte de cisaillement dans une poutre en torsion, à la flèche d'une membrane tendue de même forme que la section de la poutre. Il enseigna à l'université de Hanovre (l'actuelle université Gottfried-Wilhelm Leibnitz) puis, le 1er septembre 1904, fut appelé à l’université de Göttingen. Là, de 1906 à 1908, Theodore von Kármán prépara son doctorat sous sa direction.
À l’occasion du 3e congrès international des mathématiciens d’Heidelberg, en août 1904 Prandtl présenta le concept révolutionnaire de couche limite. Son texte, « qui marque le commencement de la compréhension par l’homme de la dynamique des fluides réels », ne suscita cependant que peu d’intérêt à l’étranger,.
En reconnaissance de la théorie de la Couche limite qu'il avait exposée en 1904, on le nomma en outre directeur du tout nouvel Institut de mécanique des fluides Max-Planck à Göttingen (AVA) en 1909. Il travaillait depuis 1907 sur les écoulements supersoniques et les ondes de choc qui, selon des prédictions faites dès 1860 à Göttingen par le mathématicien Bernhard Riemann, doivent les accompagner. C’est ainsi qu'il mit au point une méthode de visualisation des oscillations des couches d'air à la sortie d'une tuyère de Laval puis qu'en 1908 il fit construire la première soufflerie d’Allemagne : grâce à ces appareils, il développa sa théorie des surfaces portantes, qui influença durablement l'aérodynamique. Il dégagea les conditions de détachement d'une couche limite de la zone d'écoulement laminaire, et suggéra un profil de vitesse en {\displaystyle r^{1/7}} pour l'écoulement dans une conduite cylindrique. C’est en 1910 que ses recherches sur les écoulements turbulents l'amenèrent à signaler le rôle du nombre dit « de Prandtl ».
En 1927, Ludwig Prandtl proposa la géniale explication de la crise de traînée de la sphère (crise de traînée découverte par Eiffel dans sa soufflerie) par la transition de la couche limite existant autour de ce corps depuis le régime laminaire jusqu'au régime turbulent.
En collaboration avec Max Munk et Albert Betz, qui était depuis 1936 son successeur au Centre de Recherches de Göttingen, il rechercha une formule acceptable pour le calcul de la portance. Depuis 1919 il avait développé une théorie de la traînée, qui, dépassant les travaux antérieurs de F. W. Lanchester (1909) et de Joukovski (1910) permettait de concevoir pour la première fois par le calcul des profils d'aile. Prandtl étudia enfin la compressibilité de l'air aux vitesses subsoniques, et introduisit à cette occasion la similitude dite de Prandtl-Glauert.
Il s'intéressa également à la déformation des métaux ductiles : il détermina la charge provoquant l'écoulement plastique d'un massif plan semi-infini poinçonné sur une largeur finie, et généralisa le concept de « comportement parfaitement plastique ». La loi d'écoulement dite de « Prandtl-Reuss », reliant la déformation à la contrainte dans le domaine plastique, fut publiée en 1924.
Depuis 1920 il collaborait avec Adolf Busemann à la construction d'une soufflerie pour les écoulements supersoniques. En 1929 il mit au point une méthode de calcul des réacteurs toujours utilisée, par ex. en soufflerie et pour la conception des missiles. Prandtl dirigea le Kaiser-Wilhelm-Institut d'Hydraulique de 1925 à 1946. Au cours de la Seconde Guerre mondiale, il devint en 1942 président de la Direction des Recherches de l'aviation et du Haut-Commandement de la Luftwaffe, dépendant directement de Hermann Göring.
En 1947, il reprit son poste de directeur de l’Institut de mécanique des fluides Max-Planck. Il poursuivit ses recherches sur les applications de la notion de Couche limite dans l’écoulement d’un fluide autour d’un obstacle, sur les phénomènes de décollements de fluide, sur la classification des écoulements mais également sur la météorologie dynamique.
La Société aéronautique et aérospatiale allemande (Deutsche Gesellschaft für Luft- und Raumfahrt) attribue chaque année l'anneau Ludwig-Prandtl, récompense destinée aux chercheurs qui se sont distingués par des contributions significatives dans toutes les disciplines des sciences du vol. En 1970, un cratère de la face cachée de la Lune est nommé Prandtl en hommage au chercheur allemand.

## Œuvres et inventions

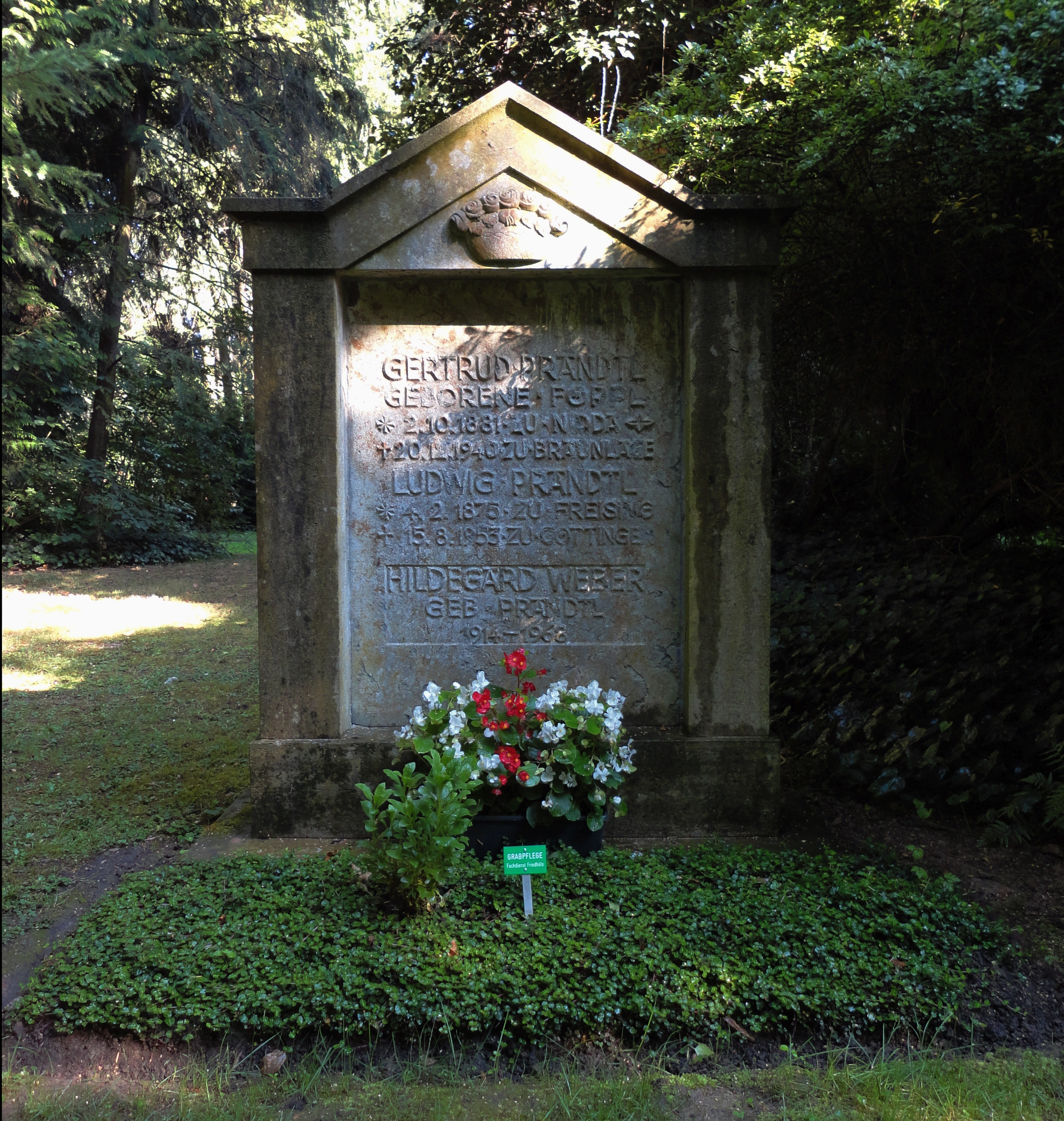
Göttingen, tombeau de Ludwig Prandtl

Le livre le plus célèbre de Prandtl est son cours d'hydraulique, paru en 1931 sous le titre Führer durch die Strömungslehre. Le Prandtl reste dans les pays de langue allemande le classique de la mécanique des fluides ; révisé et mis à jour à plusieurs reprises, il en est en 2010 à sa  12e édition (actualisée en 2008).
La sonde de Prandtl, variante du tube de Pitot, est un instrument de mesure de la pression statique et de la pression dynamique d'un fluide en écoulement. En aéronautique, elle permet d'apprécier la vitesse de l'avion par rapport à l'air.
Dans les pays de langue allemande, pour les écoulements en charge, on utilise plutôt la formule empirique proposée par Prandtl pour le calcul des pertes de charge linéaires que celle de Colebrook-White.
- Führer durch die Strömungslehre, Vieweg Verlag, 1931 (réimpr. 12e éd., 2008), 718 p. (ISBN 3-528-48209-5)